# Magnus Cort
Magnus Cort Nielsen (Bornholm, 16 de janeiro de 1993) é um ciclista profissional dinamarquês que atualmente corre para a equipa estadounidense EF Education-NIPPO de categoria UCI WorldTeam.

## Biografia
Em agosto de 2014 assinou com a equipa UCI ProTeam Orica GreenEDGE, após ter conseguido até data numerosos triunfos com a modesta equipa Cult Energy. Vinha de conseguir um total de 11 vitórias na temporada, destacando a Istrian Spring Trophy e a Ronde de l'Oise, além de vencer em etapas da Volta à Dinamarca e do Tour dos Fiordos.
Custou-lhe adaptar-se ao Orica e em seu primeiro ano não obteve vitória alguma, ainda que em 2016 se integrou completamente ganhando uma etapa da Volta à Dinamarca, mas sobretudo duas etapas ao sprint da Volta a Espanha.
Em 2018 alinhou pela equipa cazaque Astana com o que conseguiu vitórias no Tour de Omã e no Tour de Yorkshire.

## Palmarés
| - 2013 - 1 etapa do Tour de Thüringe - 1 etapa da Volta a Liège - 2 etapas da Volta à Dinamarca - 2014 - Istrian Spring Trophy, mais 2 etapas - Himmerland Rundt - Destination Thy - Ringerike G. P. - 1 etapa do Tour dos Fiordos - Ronde de l'Oise, mais 2 etapas - 1 etapa da Volta à Dinamarca - 2016 - 1 etapa da Volta à Dinamarca - 2 etapas da Volta a Espanha - 2017 - 1 etapa da Volta à Comunidade Valenciana - Clássica de Almeria | - 2018 - 1 etapa do Tour de Omã - 1 etapa do Tour de Yorkshire - 1 etapa do Tour de France - 1 etapa do BinckBank Tour - 2019 - 1 etapa da Paris-Nice - 2020 - 1 etapa da Estrela de Bessèges - 1 etapa da Volta a Espanha - 2021 - 1 etapa da Paris-Nice - 1 etapa da Estrada de Occitânia - 3 etapas da Volta a Espanha, mais premeio da combatividad |

## Resultados em Grandes Voltas e Campeonatos do Mundo
| Corrida            | Corrida            | 2012 | 2013 | 2014 | 2015 | 2016  | 2017  | 2018 | 2019  | 2020 | 2021 |     |
| ------------------ | ------------------ | ---- | ---- | ---- | ---- | ----- | ----- | ---- | ----- | ---- | ---- | --- |
|                    | Giro d'Italia      | —    | —    | —    | —    | —     | —     | —    | —     | —    | —    | 95  |
|                    | Tour de France     | —    | —    | —    | —    | —     | —     | 68.º | 104.º | —    | 56.º | DNF |
|                    | Volta a Espanha    | —    | —    | —    | —    | 133.º | 126.º | —    | —     | 67.º | 77.º |     |
| Mundial em Estrada | Mundial em Estrada | —    | —    | —    | —    | 29.º  | 29.º  | —    | Ab.   | —    | Ab.  |     |

—: não participa

Ab.: abandono

## Equipas
- Concordia Forsikring-Himmerland (2012)
- Cult Energy (2013-2014)
  - Team Cult Energy (2013)
  - Cult Energy Vital Water (2014)
- Orica (2014-2017)
  - Orica-GreenEDGE (2014-2016)
  - Orica-BikeExchange (2016)
  - Orica-Scott (2017)
- Astana Pro Team (2018-2019)
- EF Education First[2] (2020-)
  - EF Pro Cycling (2020)
  - EF Education-NIPPO (2021-)